# Ivan Žan
Ivan Žan (Novalja, 4. listopada 1955.) skladatelj je, dirigent, orguljaš, zborovođa i glazbeni pedagog.

## Životopis
Osnovnu školu završio je u Novalji, a Klasičnu gimnaziju u Pazinu. 1983. diplomirao je na Muzičkoj akademiji u Zagrebu („Zborsko praktično izvođenje“ kod prof. Vladimira Kranjčevića), stekao naziv "profesor glazbenog odgoja". U rujnu 1983. upisao je redovni studij Kompozicije na Hochschule für Musik und darstellende Kunst u Beču. 1987. diplomirao je, a 1989. magistrirao Kompoziciju kod prof. Ericha Urbannera u Beču. 1989. Znanstveno-nastavno vijeće Muzičke akademije u Zagrebu imenovalo ga je asistentom za teorijsko glazbene predmete. Studentima Glazbene pedagogije predavao je na Pedagoškom fakultetu u Puli do 1991. godine.
Od 1992. do 1995. studirao je i usavršavao se u dirigiranju, orguljama i gregorijanskom koralu u Essenu (Njemačka). Paralelno radi kao orguljaš i zborovođa u Bochumu. U tom razdoblju obrađuje i izvodi djela njemačkih i svjetskih autora s njemačkim zborom u Bochumu  i Bochumskim simfoničarima. Od veljače 1996. do rujna 2007. radio je u Mannheimu kao zborovođa, orguljaš i glazbeni pedagog. U tom periodu predavao je teorijsko glazbene predmete, održavao stručne glazbene seminare diljem Njemačke: Aachen, Bochum, Braunschweig, Frankfurt, Mannheim, München, Wiesbaden, Würzburg…
2006. izradio je Nastavni plan i program preddiplomskog i diplomskog studija Glazbene pedagogije za Veleučilište u Gospiću (prema Bolonjskom procesu).U rujnu 2007. vratio se u Hrvatsku. Radi kao stručni glazbeni djelatnik u Centru za kulturu grada Novalje. Nastupa s gradskim zborom Novalja i opernim solistima iz Splita.
Od 2018. do 2020. predavao je Glazbenu umjetnost u Srednjoj školi Bartula Kašića u Pagu.
Član je Hrvatskog društva skladatelja i Hrvatskog društva crkvenih glazbenika. Snimio je preko 45 vlastitih djela s domaćim i stranim izvođačima. Djela su mu objavljena na LP-ploči, raznim CD-ima, kazetama te tiskana u raznim knjigama i pjesmaricama. Obradio je niz djela za zborove,  vokalne i instrumentalne ansamble i orkestre.
Djela su mu izvođena u Sloveniji, Austriji, Njemačkoj, Italiji, Hrvatskoj i drugdje…
Djela
Orkestralna: Simfonija in F(1986.), Concertino (1985), Novaljska suita 2004.);
Koncertna: Koncert za klarinet i orkestar (1985.), Koncert za orgulje i orkestar (1987), Varijacije i fuga za vibrafon i orkestar (2001.), Koncert za fagot i orkestar( 1999.), orkestarske varijacije na temu („O heilig Kind“, 1991.).
Komorna: Sonata za violinu (1983.), Fuga za orgulje (1983.), Klavirski trio (1984.), Klavirska sonata (1984.), Varijacije i fuga za trombon i orgulje (1984.), Divertimento za violoncello i klavir (1984.), Preludij i fuga (orgulje i klavir, 1984.), Concertino za trombon solo i puhački kvartet (1985.) Gudački kvartet (1985.), Tri stavka za obou i orgulje (1985.), Concertino za komorni orkestar (1985.).
Vokalno-instrumentala i vokalna: „Metodijevo preminuće“ (kantata za soliste i orgulje, 1985.);
Ciklus solo pjesama za tenor i komorni sastav (na tekstove narodne poezije, 1985.);
„Trinaesti učenik „ (oratorij na stihove  Ivana Goluba, 1985.),
„Bečka misa“ za bariton solo i komorni orkestar, 1985.);
„Te Deum laudamus“ (za soliste  i simfonijski orkestar, 1986.);
„Missa in D“ (na latinski tekst, za soliste, orgulje i simfonijski orkestar,  praizvedba u Bochumu s njemačkim zborom i orkestrom, 1991.);
„Babilonsko sužanjstvo“ (za soliste, zbor i orgulje, praizvedba u Splitskoj katedrali; skladano i za orkestar, 1998.).
„Moj dom“ (na stihove S.S. Kranjčevića, za tenor solo i komorni orkestar, 1996.);
„Biskup Kvirin“ (oratorij za soliste, zbor i orgulje, praizvedba u Krčkoj  katedrali 2010.).
„Dom Gospodnji“ (oratorij za soliste, zbor i orgulje. Snimano u „Palmi“, tonska ekipa radio Zagreba, Zagreb, 2008.).
„Put križa“ (oratorij za 12 solista, zbor i orgulje, na stihove Antona Šuljića, Pasionska baština  2013. u Zagrebu);
„Ja sam Put, Istina i Život“ (oratorij za soliste, zbor i orgulje, praizvedba u  Križevcima i u Zagrebu,  2014. godine);
„Ima Boga“ (kantata, kvartet solista i orgulje,Novalja, 2013. godine, Obrada za  zbor i orgulje, Novalja, 2014.).
„Te Deum laudamus“ za soliste,  zbor i orgulje (2015.).

Knjige
„Okrunjena Majko mila“, zbirka pjesama posvećena Majci Božjoj
Trsatskoj“, Musica nova et vetera,  Rijeka, 1991.
„Tonsatz“, Arbeitsheft für den Unterricht (Radna bilježnica za nastavu). Bochum 1995.
„Psalmi raspjevani“ (Hrvatski institut za liturgijski pastoral, predgovor   prof. Miroslav Martinjak), Zadar 1995.
„Londoner Symphonie“ (J. Haydn), i „Jupiter Symphonie“ (W.A.Mozart), Werkanalyse, Mannheim 1997.
„Gregoriansiche Gesänge“, Mannheim 1999,
„Martinjski zazivi Lepura“ (grupa autora, za glas i orgulje,recenzent dr Lovro Županović i dr Izak Špralja), Lepuri 2001.
„Messias“, Werkanalyse (Analiza djela)  Mannheim 2002.
„Praktische Harmonilehre“ (Praktična harmonija) Mannheim 2003.
Oratorijska glazba, analize djela, Mannheim 2005.
„Dođite kličimo Gospodinu“ (za puk,glas i zbor,predgovor dr. I. Šaško), Novalja, 2006.
„Nastavni plan i program preddiplomskog i diplomskog studija Glazbene pedagogije“ (prema Bolonjskom procesu),  2006.
„Slavimo Boga“,Pjesmarica (dopunjeno izdanje),Frankfurt 2013.
„Tradicijska pjevanja otoka Paga“ (Zbirka notnih primjera, Recenzenti mr.Marijo Krnić,Umjetnička akademija u Splitu, prof. Hrvoje Beban, Muzička akademija u Zagrebu), Novalja 2016.

Obradbe
Njemačke Božićne pjesme za zbor i simfonijski orkestar, (praizvedba u Bochumu /Njemačka 1992. i 1993.).
Obradbe za mješoviti zbor „Sončna pesem“( snimano u Ljubljani za kazetu Madona di Strugnano,
Udruženi zborovi Slovenije, dirigent: prof.Jože Trošt),Ljubljana 1993.
Obradbe napjeva Vele šetemane (Novalja, 1998.) za muški zbor (klapu).
Kroatische Musik für Blockflöttenquarttet, Bochum, 1995.
Obradbe dalmatinskih pjesama za zbor i klape, Mannheim, 1996.
Obradbe za tamburaške sastave i orkestre, Mannheim, 1998. 
Duhovna glazba za zborove, orgulje i instrument(ansamble), Mannheim, 2000.
Obradbe pjesama za dječje zborove i ansamble, Novalja, 2012.
Obradbe dječjih pjesama za komorni sastav, Novalja, 2014.

Recenzije
O glazbi Gustava Mahlera, Obnovljeni život, Zagreb 2013.